# Ministerio de Transportes (Argentina, 1949)
El Ministerio de Transportes de Argentina fue un departamento de la Administración Pública Nacional encargado de la administración del sistema de transporte nacional.

## Historia
La disposición transitoria primera de la reforma de la Constitución Nacional aprobada el 11 de marzo de 1949 creó varios ministerios, entre ellos, el de Transportes. Posteriormente, la Ley 13 529 de julio de 1949 estableció la competencia y funciones de los ministerios. El ministro de Transportes debía entender en «(…) lo inherente al fomento, administración, explotación, coordinación y fiscalización de los servicios públicos de transportes terrestres, aéreos, marítimos y fluviales de carácter comercial (…)».
Sustituyó a la Secretaría de Transportes existente desde 1948.
Por medio de la Ley 14 303 de junio de 1954, se modificó la competencia de la cartera.
Durante el primer y segundo gobierno de Juan Domingo Perón, fueron titulares de la cartera Juan Francisco Castro, Juan Eugenio Maggi y Alberto Iturbe. Luego, durante la Revolución Libertadora, fueron ministros Juan José Uranga y Sadi E. Bonet.
El 8 de junio de 1956, bajo la Revolución Libertadora, se ordenó la unificación de los Ministerios de Comunicaciones y de Transportes en un «Ministerio de Comunicaciones y Transportes» (Decreto-Ley 10 351). No obstante, ambos departamentos continuaron funcionando hasta el fin de la dictadura, el 1 de mayo de 1958.
Recuperada la democracia, se dictó una nueva ley de ministerios (ley n.º 14 439) por la cual se creó la Secretaría de Transporte, como parte del Ministerio de Obras y Servicios Públicos.

## Organismos dependientes
El ministerio tenía bajo su dependencia los ferrocarriles nacionales General Belgrano (constituido sobre la base de la ex Administración General de Ferrocarriles del Estado), General San Martín, General Mitre, General Roca, General Urquiza, Domingo F. Sarmiento y Patagónico; todos nacionalizados en 1948 con la Secretaría de Transportes.
El 12 de abril de 1949, por decreto n.º 8803 del presidente Juan Domingo Perón, se creó la Dirección Nacional de Puertos, a partir de la Dirección General de Puertos y Vías Navegables. El 20 de mayo de 1949, se transfirió del Ministerio de Obras Públicas al Ministerio de Transportes, el Hotel Puente del Inca, localizado en la localidad del mismo nombre en la provincia de Mendoza (decreto n.º 11 969).
El 7 de diciembre de 1950, por ley n.º 26 099, se creó la empresa del estado Aerolíneas Argentinas, dependiente del Ministerio de Transportes.
El 4 de marzo de 1952, por decreto n.º 4218 del presidente Juan Domingo Perón, se creó la Empresa Nacional de Transportes (ENT).
El 28 de noviembre de 1955 se creó la Superintendencia General de Ferrocarriles.
Por decreto-ley n.º 6136 del 5 de abril de 1956, el Poder Ejecutivo transfirió al Ministerio de Aeronáutica las administraciones generales de Aeropuertos Comerciales y Aerolíneas Argentinas, además de los recursos de la disuelta Dirección Nacional de Transporte Aéreo.
El 29 de agosto de 1956, por decreto-ley n.º 15 778 del presidente de facto Pedro Eugenio Aramburu, se creó la Empresa Ferrocarriles del Estado Argentino (EFEA).
El 12 de marzo de 1958 se creó la Flota Fluvial del Estado Argentino, por fusión de las administraciones generales de Transporte Fluvial y de la Flota Argentina de Navegación Fluvial.